# Кафана Црвени певац (Ниш)
„Црвени певац” је била позната нишка кафана. Налазила се на углу Булевара др Зорана Ђинђића и улице Војводе Мишића. Била је препознатљива по црвеном лименом петлу на крову зграде. Иако је срушена 1952. године, остала је један од симбола града Ниша, а по њој и данас носи име један од нишких квартова - Црвени певац - у ком се кафана налазила.

## Историја
Име кафане „Црвени певац” везује се за 1934. годину. Власник кафане био је кафеџија Лаза Стојиљковић. Као предузетник је променио неколико занимања. Најпре је био берберин, а затим посластичар, да би коначно постао познат као газда Лаза, власник кафане. Кафана се налазила на углу Знепољске (данас Булевар др Зорана Ђинђића) и улице Војводе Мишића
Током Другог светског рата, у периоду од 1941. до 1945. године, Ниш је био најбомбардованији град ван Немачке. Смртоносни терет је изручен чак 69 пута, од тога два пута од стране Немачке, док су за остале акције „заслужни” савезници. Град је ослобођење дочекао у рушевинама, а једна од ретких неоштећених грађевина била је кафана „Црвени певац”, који је тако постао симбол среће за Нишлије и заштитни знак овога краја. Убрзо је и део града у коме се налазила постао познат под тим називом.
Кафана је срушена 1952. Године, а на њеном месту изграђена је стамбена зграда која и данас постоји.
У првој деценији 21. века, на педесетак метара од места где се налазила првобитна кафана, отворена је друга са истим именом.

## Урбана легенда о имену кафане
Постоји и урбана легенда о томе како је кафана „Црвени певац” добила име.
Када је газда Лаза, давне 1934. године, преуређивао своју посластичарницу и приводио крају припреме за отварање кафане завршни детаљ је био фарбање улазних врата у црвену боју. Тада је у кофу са фарбом упао несташни петао и из ње излетео са перјем офарбаним у црвено. За кафеџију је то био „знак са неба”, па је своју кафану назвао „Црвени певац”. У част „краља кокошињца” и његовог несташлука на кров новоотворене кафане поставио је црвеног лименог петла. Неке Нишлије да је баш та амајлија сачувала објекат у данима који су долазили.